# Zarechni (Novopokróvskaya)
Zarechni (del ruso: Заречный) es un posiólok del raión de Novopokróvskaya del krai de Krasnodar, en Rusia. Está situado en la orilla izquierda del río Korsún, constituyente del Yeya, 15 km al sur de Novopokróvskaya y 154 km al nordeste de Krasnodar, la capital del krai. Tenía 213 habitantes en 2010.
Pertenece al municipio Pokróvskoye.